# Næstekærlighed
Næstekærlighed er et kristent udtryk for omsorg for medmennesket - det at føle sig ansvarlig for medmenneskets velfærd, uden hensyn til dets religion, nationalitet, hudfarve, alder, arbejdsevne, indkomst, uddannelse, udseende, køn, seksualitet eller politiske standpunkt.

## Næste
Ordet "næste" (dvs. nærmeste) er en betegnelse for det medmenneske som man omgås i sin dagligdag, det medmenneske som man har at gøre med i sit liv.
I Det Gamle Testamente var "næsten" det menneske, som man jævnligt omgås og har et fællesskab med, f.eks. et familiefællesskab eller et nationalt fællesskab. Næsten er altså ikke hvem som helst. I Moseloven gives der anvisninger på, hvordan man skal opføre sig over for sin næste. I de 10 bud, som er en del af Moseloven, findes de elementære regler for forholdet til næsten: Man skal ære sin far og mor, man må ikke slå ihjel, begå ægteskabsbrud, stjæle, rette falske anklager mod næsten eller begære sin næstes ejendom.
I 3. Mosebog kap.19,18 optræder det berømte bud: ”Du skal elske din næste som dig selv.” Af sammenhængen fremgår det, at der med ”næste” menes landsmanden:
”Du må ikke hævne dig på dine landsmænd eller bære nag til dem; du skal elske din næste som dig selv. Jeg er Herren!”
Det er vigtigt ikke at lægge en moderne psykologiserende tankegang ind i dette bud. Meningen er ikke, at man skal elske sig selv for at kunne elske næsten. Den tanke findes ikke i Bibelen. Buddet går ikke ud på, at man skal elske sig selv. Det forudsætter, at man elsker sig selv - forstået på den måde, at man af naturen er egoistisk optaget af at gøre noget godt for sig selv. Denne selvkærlighed skal så være et eksempel for næstekærligheden: Ligesom du er optaget af at gøre noget godt for dig selv, skal du være optaget af at gøre noget godt for din næste. Du skal elske din næste, som du af naturen elsker dig selv.
I Det Nye Testamente lever det gammeltestamentlige og jødiske næstebegreb videre: Ens næste er ens landsmand eller byfælle. Jesus gentager buddet fra Moseloven: ”Du skal elske din næste som dig selv.” Alligevel har buddet om næstekærlighed fået en mere fremtrædende stilling hos Jesus. Han fremhæver det blandt Moselovens utallige bud som det grundlæggende bud - det bud som er kernen i Moseloven: Ved at overholde buddet om kærlighed til næsten opfylder man alle buddene. I Matthæusevangeliet kap. 22,37-40 siger han, at buddet om kærlighed til næsten (3. Mos. 19,18) - sammen med buddet om kærlighed til Gud (5. Mos. 6,5) - er det grundlæggende i Moseloven:
” ’Du skal elske Herren din Gud af hele dit hjerte og af hele din sjæl og af hele dit sind.’ Det er det største og det første bud. Der er et andet, som står lige med det: ’Du skal elske din næste som dig selv.’ På de to bud hviler hele loven og profeterne.”
Dette ”dobbelte kærlighedsbud” er blevet fortolket på den måde, at de to bud i virkeligheden er det samme bud. De knytter forholdet til Gud sammen med forholdet til næsten, og de gør det til en religiøs pligt at elske sin næste. I Mattæusevangeliet 25,40 bliver barmhjertighedsgerninger ligeledes forstået religiøst. Her siger Jesus: "Alt, hvad I har gjort mod en af disse mine mindste brødre, det har I gjort mod mig."
Samtidig udvider Jesus næstebegrebet til at omfatte andre end ens nærmeste (hvad ordet ”næste” egentlig betyder). Når Jesus befaler at elske fjenderne (Matt. 5,44), er det gammeltestamentlige begreb om næstekærlighed sprængt. Det illustreres i lignelsen om den barmhjertige samaritaner (Luk. 10,25-37): Det er ikke landsmændene, der er hinandens næster, men dem, der viser hinanden barmhjertighed, og som gør gode gerninger mod hinanden. Begrebet næste kommer dermed til at stå for et hvilket som helst menneske, som man i hvilken som helst situation har at gøre med.
I moderne tid er næstebegrebet blevet forstået som ethvert menneske, uanset hvilken religion, nationalitet, hudfarve, alder, arbejdsevne, indkomst, uddannelse, udseende, køn, seksualitet eller politisk standpunkt det har, og uanset om man har personlig kontakt med det eller ej. Det menneske i Afrika, som lider nød på grund ens overforbrug, er ens næste, selv om man aldrig har mødt vedkommende personligt.

## Kærlighed
Den kærlighed til næsten, som Jesus påbyder, har kristne teologer forsøgt at definere nærmere i de følgende 2000 år. Et tidligt forsøg blev gjort af Paulus (”kristendommens første teolog”) i hans Første brev til korintherne, kapitel 13, vers 1-7:
Om jeg så taler med menneskers og engles tunger, men ikke har kærlighed, er jeg et rungende malm og en klingende bjælde. Og om jeg så har profetisk gave og kender alle hemmeligheder og ejer al kundskab og har al tro, så jeg kan flytte bjerge, men ikke har kærlighed, er jeg intet. Og om jeg så uddeler jeg alt, hvad jeg ejer, og giver mit legeme hen til at brændes, men ikke har kærlighed, gavner det mig intet. Kærligheden er tålmodig, kærligheden er mild; den misunder ikke, kærlighed praler ikke, bilder sig ikke noget ind. Den gør intet usømmeligt, søger ikke sit eget, hidser sig ikke op, bærer ikke nag. Den finder ikke sin glæde i uretten, men glæder sig ved sandheden. Den tåler alt, tror alt, håber alt, udholder alt.
Ordet ”kærlighed” er en oversættelse af det græske ord ”agape” (ἀγάπη), som bruges i Det Nye Testamente. I den latinske oversættelse af Det Nye Testamente bruges ordet "caritas".
I den kristne teologi er kærlighed (agape) den største af ”de tre teologiske dyder” (tro, håb og kærlighed). I Johannes' første brev kap. 4,8 står der: ”Gud er kærlighed.”
Kærlighed i denne forstand, dvs. en ubegrænset venlighed mod alle andre mennesker, anses for at være den højeste fuldkommengørelse af menneskets ånd, fordi den siges både at ære Gud og at afspejle Guds natur. I sin yderste form kan sådan en kærlighed være selvopofrende. Der kan dog opstå forvirring, fordi det danske ord "kærlighed" har så mange betydninger. Den kærlighed, som er ”agape”, kendes på sin oprindelse: Den er opstået ved guddommelig påvirkning af sjælen. Den hænger sammen med viljen snarere end med de vikårlige følelser, den fremkalder.
Den svenske teolog Anders Nygren (1890-1978) definerede den kristne kærlighed - ”agape” - ud fra sin modsætning - ”eros”. Det skete i hans epokegørende værk Den kristne kærlighedstanke gennem tiderne. Eros og agape (oprindelig udgivet i to dele i 1930 og 1936). Eros og agape er to græske ord, som betyder det samme: kærlighed. Men ifølge Nygren er der tale om to meget forskellige former for kærlighed.
Eros er en egocentrisk, begærbaseret og lystbaseret form for kærlighed. Når man elsker ud af eros, elsker man ud af egeninteresse. Man elsker for at erhverve og besidde genstanden for ens kærlighed. Men det er ikke en rigtig kærlighed. Eros vender os væk fra Gud, siger Nygren.
Den egentlige kristne kærlighed er agape: Man elsker andre for deres egen skyld, ofte imod ens egen interesse og lykke. Agape er den selvopofrende og selvgivende kærlighed. Den er baseret på Guds ubetingede kærlighed til alle skabninger, siger Nygren.

## Almisser
Almisser er det at give penge, midler eller tid til de uheldige, enten direkte, gennem en velgørende organisation, eller på en anden værdig måde. Det betragtes i kristendommen som en vigtig side af næstekærligheden. I dag bruges oftere udtrykket ”godgørenhed”. De fattige, særligt enker og forældreløse, og de syge og handicappede anses almindeligvis for at være værdigt trængende. Visse kristne grupper mener, at almisser kun bør gives til andre medlemmer af gruppen.
Bidrag til en sag, der vil komme de uheldige indirekte til gavn, som f.eks. bidrag til kræftforskning, regnes også for godgørenhed. De fleste former for godgørenhed drejer sig om at give mad, vand, tøj og husly. Det kan også dreje sig om hjælp til de syge. Andre handlinger regnes også for at være godgørenhed, og dermed næstekærlighed: besøg i fængsler eller hos bevægelseshæmmede, ydelse af medgift til fattige kvinder, donering af løsepenge til folk, der holdes fanget, og betaling for opfostring af forældreløse.
Oprindelig blev almisser givet direkte fra den velgørende til modtageren. Folk, der ikke kunne klare sig selv, blev kaldt tiggere. Efterhånden blev der oprettet velgørende organisationer, som udførte arbejdet med at tage sig af de nødlidende. Det var f.eks. børnehjem, folkekøkkener, varmestuer, herberger, hospitaler eller besøgstjenester. Der kan også nævnes internationale organisationer som Læger uden grænser, Røde Kors og Amnesty International. Allerede tidligt foregik megen næstekærlighed under organiserede former. De tidlige kristne henviste ofte de uheldige til den lokale biskops omsorg.

## Ikke-kristen næstekærlighed
Udtrykket ”næstekærlighed” stammer fra kristendommen, men efterhånden bruges det også uden for kristne kredse. Næstekærlighed bliver fremholdt i andre religioner som et stort gode. I islam hedder det at give almisser zakat, og det er en af de fem søjler, som islam bygger på. Næstekærlighed er desuden et centralt begreb i jødisk etik. I buddhismen - særligt inden for zenbuddhismen - betragtes det som et tegn på den opnåede frelse (nirvana), at man lever et liv i næstekærlighed (se den ædle otteleddede vej).

## Ikke-religiøs næstekærlighed
I ikke-religiøs sammenhæng bruges ordet ”næstekærlighed” normalt ikke. Snarere bruges udtrykkene "medmenneskelighed" eller ”altruisme”, som ikke er religiøst ladet. Altruisme ligger tilsyneladende dybt i mange dyrearter, især blandt dem, der lever i flok. Til dem hører arten menneske (homo sapiens), som formentlig lige siden udspaltningen fra menneskeaberne har levet i småflokke. I den slags samfund er altruisme en adfærd, som gavner flokken. Meget af menneskers socialisering går ud på at få fjernet tendenser til kortsigtet, uovervejet egoisme. Kun en langsigtet og velovervejet egennytte kan gå op i en højere enhed med samfundets fælles behov. Således er næstekærlighed en adfærd, der koster den enkelte afsavn, når vedkommende af hensyn til samfundet må udsætte eller helt give afkald på at få sine egne behov dækket. Til opretholdelse af fællesskabet indgås en samfundskontrakt, som ledsages af en konsekvensstyring i form af et socialt pres, der er vedvarende og systematisk. Samfundskontrakten er ledsaget af alvorlige sanktioner, når man tilsidesætter fællesskabets interesser på en afgørende måde.
Denne form for internaliseret samfundshensyn bliver i bedste fald så indgroet, at voksne individer automatisk handler ud fra næstekærlige motiver, når de har mulighed for at vælge. Det opleves af dem selv og af andre i samfundet som noget, der ledsages af belønninger i form af agtelse og status. Derfor bliver selve det at handle altruistisk til normen i samfundet - noget som alle "ordentlige" mennesker gør uden at overveje det, og noget som børn og unge hurtigt lægger sig efter.
I tidligere tider blev straffen for at opføre sig egoistisk i de fleste samfund forstærket med trusler om, at man kunne fortabe muligheden for et liv efter døden, eller at der var udsigt til et liv i helvede efter døden. På den måde blev religionen en kraftig tilskyndelse til at opføre sig næstekærligt. Omvendt medførte den religiøse formidling af næstekærlighed (tiende, almisser, aflad) en stigende grad af kontrakttænkning ("Hvis jeg nu omhyggeligt gør sådan som præsten siger, så har jeg også krav på..."). Derfor diskuterede man i oplysningstiden, om der kunne findes et grundlag for en ikke-religiøs næstekærlighed. Immanuel Kants kategoriske imperativ er det klarest formulerede princip for en ikke-religiøs næstekærlig moral. Princippet lyder således:
Handl kun efter den maksime (grundsætning), ved hvilken du samtidig kan ville, at den bliver almen lov. (På tysk: „Handle nur nach derjenigen Maxime, durch die du zugleich wollen kannst, daß sie allgemeines Gesetz werde.“)
Det vil sige: Kan man ønske, at den grundsætning, som man handler efter, bliver almengyldig? Kan man ønske, at grundsætningen gælder for alle mennesker, til alle tider, og uden undtagelse?

## Eksterne links
- Catholic Encyclopedia "Love (Theological Virtue)"
- Catholic Encyclopedia "Charity and Charities"
- Thomas Aquinas: Summa Theologica "Anden del af den anden del" Se spørgsmål 23-46
- Jewish Encyclopedia "Alms"
- Jewish Encyclopedia "Charity and Charitable Institutions"
- Næstekærlighed i jødedommen